# Shanawdithit
Shanawdithit (Newfoundland, ca. 1801 – St. John's, 6 juni 1829), ook bekend als Shawnadithit, Shawnawdithit, Nancy April en Nancy Shanawdithit, was de laatst gekende levende Beothuk, de inheemse bevolking van het Canadese eiland Newfoundland. Ze heeft sterk bijgedragen aan het historische begrip van de Beothukcultuur en liet onder meer tekeningen na die interacties met Europese kolonisten uitbeelden. Shanawdithit stierf in 1829 op ongeveer 28-jarige leeftijd te St. John's aan de gevolgen van tuberculose.

## Vroege leven bij de Beothuk
Shanawdithit werd rond 1801 geboren in de buurt van een groot meer op het eiland Newfoundland. In die tijd ging de Beothukbevolking zienderogen achteruit en werd hun traditionele manier van leven steeds onhoudbaarder. Dit had te maken met de in steeds groteren getale aanwezige Europese kolonisten (evenals inheemse Mi'kmaq) en door oprukkende infectieziekten uit Europa waartegen ze weinig of geen immuniteit hadden. De Beothuks werden door de bouw van vele Europese vissersnederzettingen ook langzaamaan afgesneden van de zee, een van hun voornaamste voedselbronnen.
Gedurende deze periode tolereerden de meeste indianenvolkeren in Amerika een zekere mate van contact met Europese kolonisten. De resulterende handel bood hen over het algemeen de mogelijkheid om op zijn minst een minimale levensstandaard te behouden. De Beothuks daarentegen hebben dit soort interactie met buitenstaanders altijd vermeden. Jagers en bonthandelaars beschouwden de Beothuks als dieven en vielen hen soms aan. Als kind werd Shanawdithit neergeschoten door een blanke pelsjager tijdens het wassen van hertenvlees in een rivier. Ze leed enige tijd aan de verwonding, maar herstelde.
In 1819 werd Shanawdithits tante Demasduit gevangengenomen door een groep kolonisten onder leiding van John Peyton Jr., waarop de weinige andere Beothuks vluchtten. In het voorjaar van 1823 verloor Shanawdithit haar vader, die stierf nadat hij door het ijs was gevallen. Het grootste deel van haar uitgebreide familie was al gestorven door een combinatie van honger, ziekte, blootstelling en aanvallen van Europese kolonisten. In april 1823 was Shanawdithit met haar zus en haar moeder Doodebewshet in de regio van Badger Bay naar voedsel aan het zoeken toen ze een groep pelsjagers tegenkwamen. De drie vrouwen werden gevangengenomen en naar St. John's gebracht, waar de moeder en zus van Shanawdithit reeds snel stierven aan tuberculose.

## Later leven in de Kolonie Newfoundland
De blanke bevolking van de Kolonie Newfoundland gaf Shanawdithit de westerse naam "Nancy April", naar de maand waarin ze gevangengenomen was. Ze brachten haar naar Exploits Island, waar ze als bediende werkte in het huishouden van John Peyton Jr. en er wat Engels leerde. De koloniale regering hoopte dat ze een brug naar haar volk zou worden , maar ze weigerde met een expeditie mee te gaan aangezien de Beothuks volgens haar iedereen zouden doden die bij de Europeanen was geweest, als een soort religieus offer voor degenen die waren omgekomen.

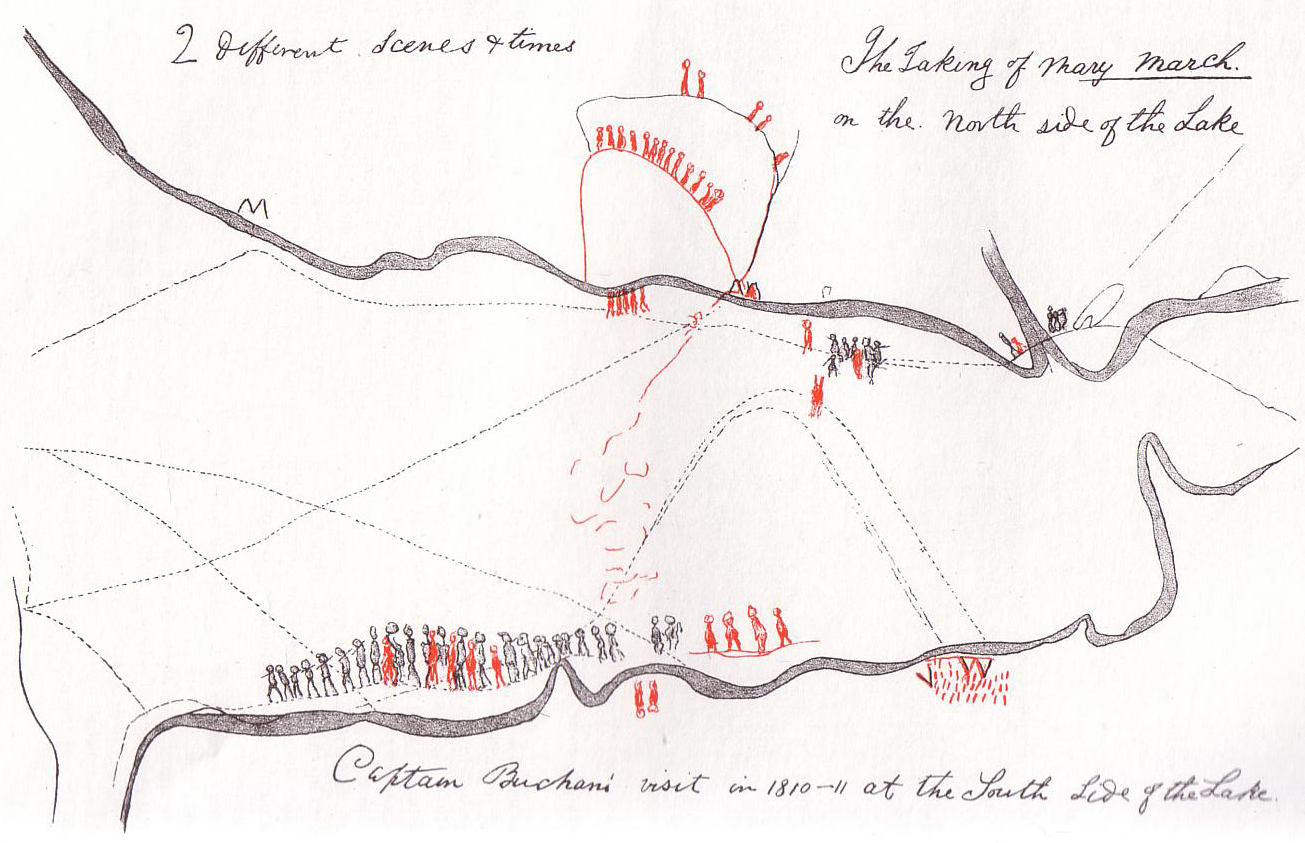
Tekening van Shanawdithit over de gevangenneming van haar tante Desmaduit in 1819 (boven) en het bezoek van David Buchan aan een Beothukkamp in 1810-11 (onder), beide met aantekeningen van William Cormack)

In september 1828, na ruim vijf jaar te verblijven in het gezin Peyton, werd Shanawdithit overgebracht naar St. John's om in het huishouden van William Cormack, de oprichter van de Beothuk Institution, te gaan wonen. Cormack, een Schotse immigrant die in Newfoundland leefde als ondernemer en filantroop, noteerde veel van wat Shanawdithit hem over haar mensen vertelde. Hij voegde ook notities toe aan haar tekeningen. Shanawdithit bleef onder de hoede van Cormack tot begin 1829, toen hij Newfoundland verliet. Cormack keerde terug naar Groot-Brittannië, waar hij enige tijd in Liverpool verbleef met de Schot John McGregor, die hij in Canada had gekend, en met wie hij veel van zijn materiaal over de Beothuks deelde.
Na het vertrek van Cormack kwam Shanawdithit onder de hoede van de Newfoundlandse procureur-generaal James Simms te staan. Ze bracht de laatste negen maanden van haar leven bij hem thuis door, nadat ze al een aantal jaren een zwakke gezondheid had. De gekende arts William Carson verzorgde haar, maar op 6 juni 1829 stierf Shanawdithit in een ziekenhuis te St. John's na haar lange gevecht met tuberculose. Naast een overlijdensbericht in een plaatselijke krant op 12 juni 1829, werd de dood van Shanawdithit op 14 september 1829 vermeld in The London Times. In de aankondiging werd opgemerkt dat Shanawdithit "buitengewoon sterke natuurlijke talenten vertoonde" en werden de Beothuk geïdentificeerd als "een anomalie in de geschiedenis van de mens" voor het niet aangaan of onderhouden van relaties met Europese kolonisten of andere inheemse volkeren. In 1851 noemde een plaatselijke krant, The Newfoundlander, haar "een prinses van Terra Nova".

## Na haar dood
Na de dood van Shanawdithit werden de Beothuk als uitgestorven beschouwd. William Carson voerde daarop een autopsie op haar uit. Hij merkte eigenaardigheden op met betrekking tot het wandbeen van de schedel, die hij uiteindelijk voor studie naar het Royal College of Physicians in Londen stuurde. De rest van de overblijfselen van Shanawdithit werden begraven op het kerkhof van de St. Mary the Virgin Church aan de zuidkant van St. John's.
In 1903 ging het kerkhof waar Shanawdithit begraven lag verloren door de aanleg van een spoorweg. De bijhorende kerk werd in 1963 afgebroken. Een monument op de site luidt (vrij vertaald): 
Dit monument markeert de locatie van de parochiekerk van St. Mary the Virgin in de periode 1859–1963. Vissers en zeelieden uit vele havens vonden een geestelijk toevluchtsoord binnen de heilige muren. In de buurt van deze plek is de begraafplaats van Nancy Shanawdithit, zeer waarschijnlijk de laatste van de Beothuks, die stierf op 6 juni 1829.
In 1938 schonk het Royal College of Physicians haar schedel aan het Royal College of Surgeons. Ook deze ging echter verloren, met name tijdens het Duitse Blitz-bombardement op Londen in de Tweede Wereldoorlog.

## Nalatenschap

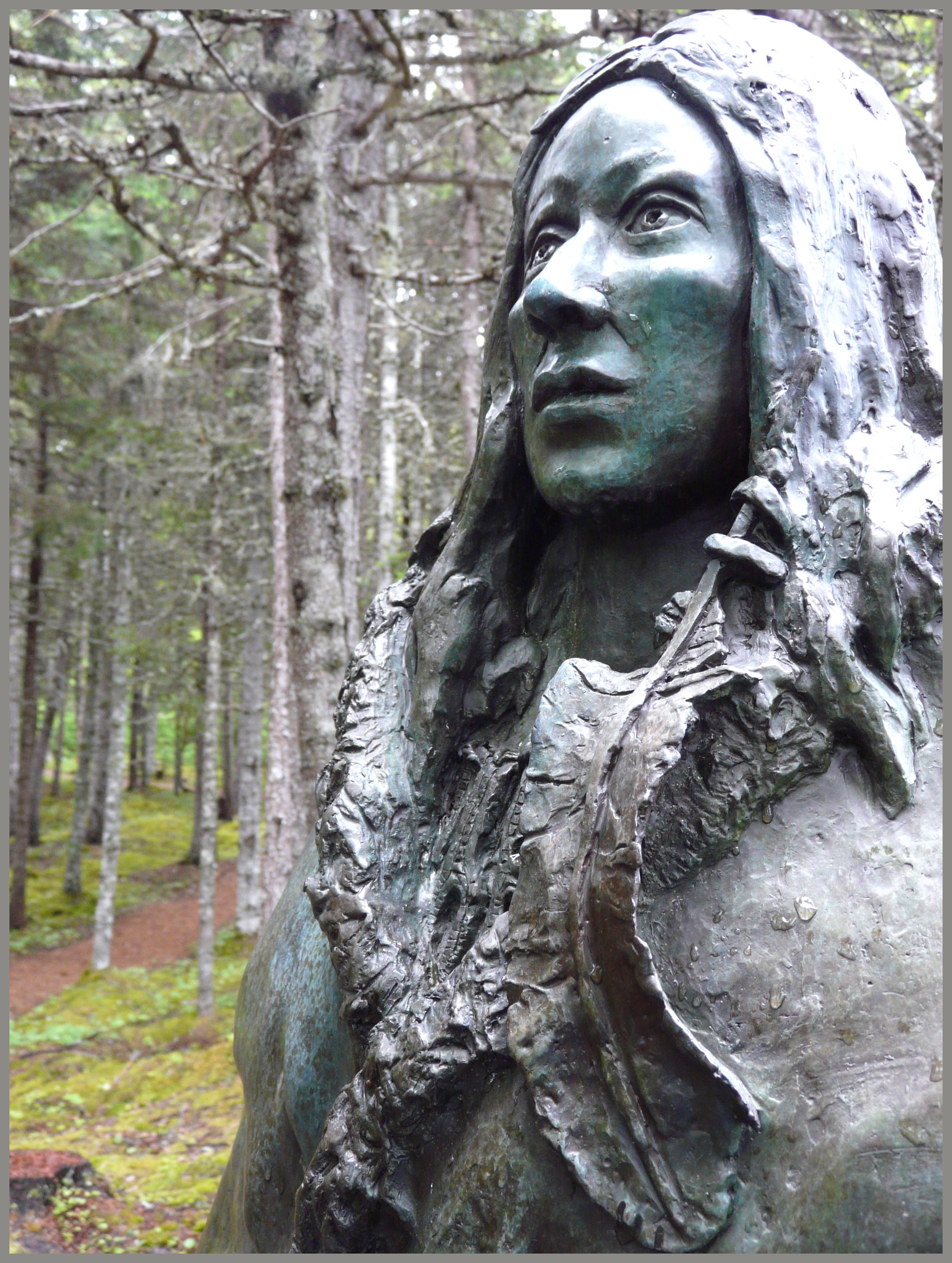
Standbeeld van Shanawdithit in Boyd's Cove

Shanawdithit speelde een cruciale rol bij het documenteren van het weinige dat bekend is over het Beothukvolk. Onderzoekster Ingeborg Marshall, een autoriteit op het vlak van de Beothuks, heeft betoogd dat een geldig begrip van hun geschiedenis en cultuur rechtstreeks wordt beïnvloed door wie en op welke manier historische gegevens over hen zijn gecreëerd, wijzend op de etnocentrische aard van Europese verslagen die inheemse bevolkingsgroepen als inherent inferieur positioneerden. Ze merkt op dat zonder Shanawdithits getuigenissen en tekeningen over haar natie de Beothukstem bijna volledig afwezig zou zijn in de historische bronnen.
Shanawdithit werd in 2000 erkend als een National Historic Person. De aankondiging viel samen met de onthulling van een standbeeld van haar gemaakt door Gerald Squires, getiteld The Spirit of the Beothuk, in het Beothuk Interpretation Centre nabij Boyd's Cove. In 2007 werd een informatiepaneel ter herdenking van haar leven onthuld in het Bannerman Park te St. John's als erkenning voor haar bijdragen aan de historische verslagen van ontmoetingen tussen de Beothuk en Europese kolonisten, en de aanhouding van haar tante, Demasduit, door John Peyton Jr.
Shanawdithit is alom bekend bij de inwoners van de provincie Newfoundland en Labrador. In 1999 riepen de lezers van de provinciale krant The Telegram haar uit tot de meest opmerkelijke inheemse persoon van de afgelopen 1000 jaar. Ze ontving 57% van de stemmen.